# WINNER'S
WINNER'S（ウィナーズ、英: WINNER'S）は、日本のインフルエンサーサッカーチームである。

## 概要
WINNER'Sは、2021年にKONAMIの公式YouTubeチャンネルにて設立されたインフルエンサーサッカーチーム。監督は那須大亮。ウンパルンパ、LISEM、REGATEドリブル塾などの有名インフルエンサーが多数在籍している。また、播戸竜二や鄭大世など様々なサッカー選手とコラボしている。

## 歴史

### 2021年
- 3月
  - あざっす、こーじろー、るちょ、カズ、UuTAをメンバーとしてWINNER'Sを創設[1]。
- 8月
  - あざっす、こーじろーを発起人とし「YouTube最強チームを作りたい」という思いから新生WINNER'Sを立ち上げた[2]。
  - 監督に那須大亮、選手にウンパルンパ、たか(LISEM)、しげ(LISEM)、けーご(LISEM)、ぎし(ばんばんざい)、あゆむ、かける(かけまるチャンネル)、けーすけがチームに加入した[3]。
  - 初試合、レジェンドOB戦で初勝利[4]。
- 9月
  - マキヒカ、梅ちゃんが加入[5]。
  - しょうちゃん(REGATEドリブル塾)、たくや(REGATEドリブル塾)、じゅんや(じゅんやのvlog)が加入した[6]。
  - けーすけがサガン鳥栖へ移籍のため退団[7] [8]。
- 10月
  - ジャイアント和樹、まっすーが加入[9]。
- 12月
  - 「JAPAN ALL STAR 2021」を開催[10]。

### 2022年
- 1月
  - あきのり、しょうへい(LISEM)が加入[11]。

### 2023年
- 1月
  - セレクションを経てエンケンが加入[12]し、前年でサガン鳥栖を退団したけーすけも再加入。
- 8月
  - 和倉ユースサッカー大会2023に出場[13]。
- 12月
  - WINNERS現体制の解散を発表。第2期WINNERS結成に向け新たにトライアウトの開催が決定[14]。
  - 大成高校との現体制での最終戦をもってあきのりがトライアウト不参加を表明し、チームから卒業[15]。
  - Japan All Star 2023を開催

### 2024年
- 1月
  - 第2期メンバートライアウト[16]にて現メンバーからぎし、じゅんや、まっすー、しょうへい、TAKUYA、あゆむがチームから退団。
  - 新メンバーとしてたける、りく、辻本亮、夏川陽向、岡田蓮が加入し、こーじろーがホペイロ兼補欠メンバーとして帯同[17]。
- 2月
  - 新体制でのチーム再始動と新たな試みとしてミッション制を導入し、シーズンの最終戦にて3得点を決めて勝利するミッションに失敗した時点で現体制の即時解散が発表された[18]。
- 4月
  - 負傷者が続出する中で1勝1敗1引分けで迎えたシーズン最終戦の鹿島学園を相手に2-1で勝利するも、3得点で勝利のミッションに失敗したため第2期WINNERSの解散が決定[19]。

## タイトル
- 草サッカー大会 優勝（2021年）
- リールズリーグ 優勝（2023年）
- 和倉ユースサッカー大会 29位（2023年）

## 所属選手・スタッフ

### スタッフ
| 役職       | 名前       | YouTubeチャンネル       | 備考                   |
| 監督       | 那須大亮   | 那須大亮 / Daisuke Nasu | 監督兼プレーヤー       |
| ホペイロ   | こーじろー | こーじろーです。        | ホペイロ兼補欠メンバー |
| トレーナー | 山田晃広   |                         |                        |

### 選手
| Pos | No. | 選手名           | YouTubeチャンネル         | 備考       |
| GK  | 1   | けーすけ         | KSK ch けーすけチャンネル | 背番号41→1 |
| GK  | 9   | ジャイアント和樹 | 若田和樹 GiantKazuki      |            |
|     |     |                  |                           |            |
| DF  | 2   | 梅ちゃん         | うめうめチャンネル        |            |
| DF  | 4   | マキヒカ         | マキヒカ                  |            |
| DF  | 6   | しげ             | リゼム LISEM CHANNEL      | 背番号42→6 |
| DF  | 11  | かける           | かけまるチャンネル        |            |
| DF  | 24  | しょうちゃん     | REGATEドリブル塾          |            |
| DF  | 27  | りく             | リゼム LISEM CHANNEL      |            |
| DF  | 77  | あざっす         | あざっす【WINNER'S】      |            |
|     |     |                  |                           |            |
| MF  | 7   | けーご           | リゼム LISEM CHANNEL      | キャプテン |
| MF  | 8   | ウンパルンパ     | ウンパルンパチューブ      |            |
| MF  | 13  | 夏川陽向         | 夏川陽向                  |            |
| MF  | 14  | たける           | たけるチャンネル          |            |
| MF  | 33  | 辻本亮           | 辻本 亮 /Ryo Tsujimoto    |            |
|     |     |                  |                           |            |
| FW  | 5   | エンケン         | エンケン【フットブーツ】  |            |
| FW  | 10  | たか             | リゼム LISEM CHANNEL      |            |
| FW  | 16  | 岡田蓮           | 岡田蓮                    |            |

### サポートメンバー
- わぐぐ
- ニシマール
- ハヤト
- たなしょ（シーズン最終戦限定で選手として出場）

### 元所属選手
- あきのり（2023年12月退団）
- まっすー（2024年1月退団）
- ぎし（2024年1月退団）
- じゅんや（2024年1月退団）
- たくや（2024年1月退団）
- しょうへい（2024年1月退団）
- あゆむ（2024年1月退団）